# Клавдиева таблица

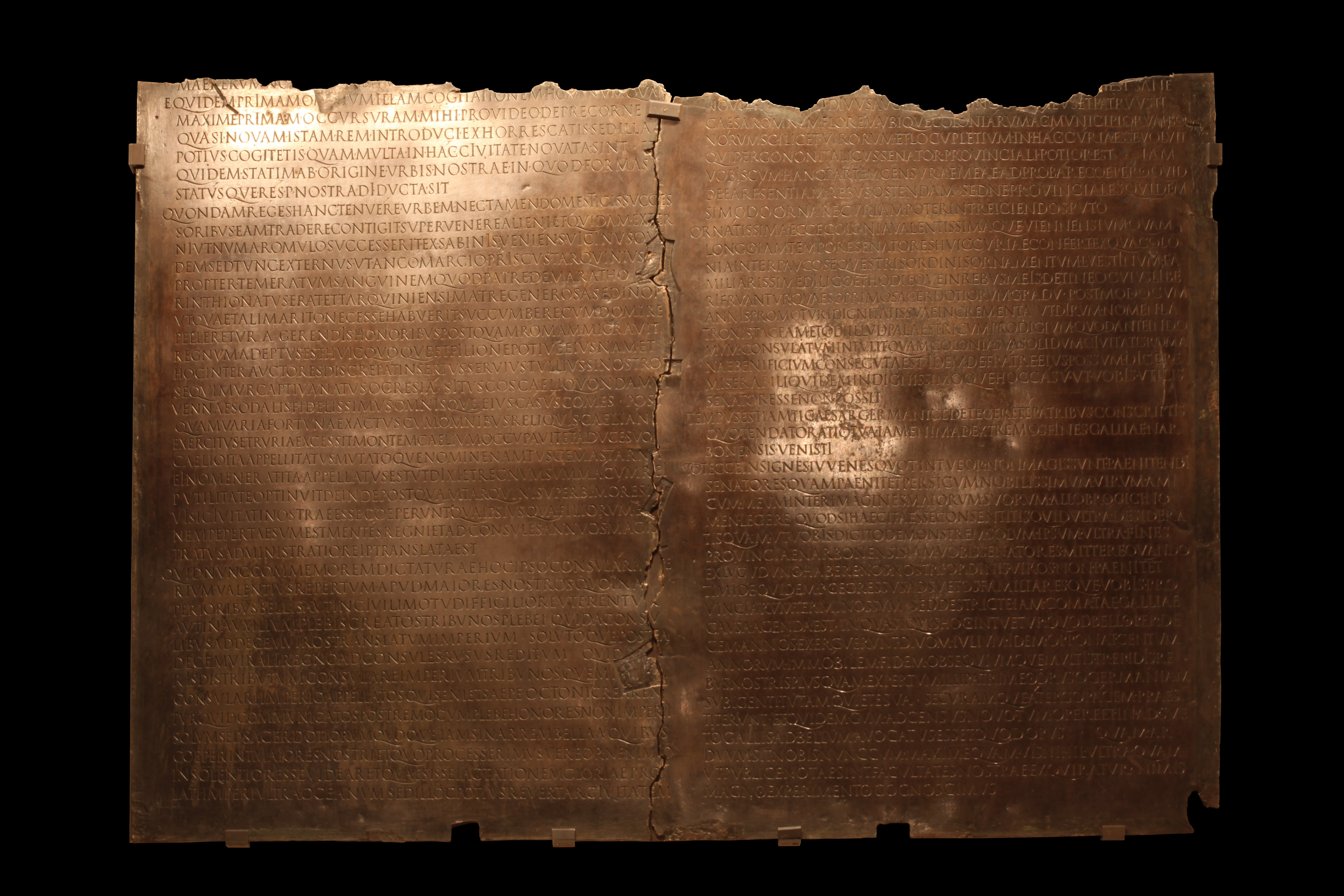
Клавдиева таблица в Галло-римском музее Лиона.

Кла́вдиева табли́ца или кла́вдиевы табли́цы — запись речи, произнесённой в 48 году римским императором Клавдием перед римским Сенатом. От этой речи сохранились 2 фрагмента, обнаруженные в лионском районе Круа-Русс в 1528 году. В источниках для обозначения таблицы иногда используется множественное число — в Лионе даже существует улица Клавдиевых таблиц (фр. rue des Tables-Claudiennes), расположенная неподалёку от места находки. На самом деле речь идёт о двух фрагментах одной и той же таблицы. Клавдиева таблица считается важнейшим памятником галло-римской письменной истории.
Таблица представляет собой лист бронзы весом 222,5 кг, размерами 193 см в высоту, 139 см в ширину и 8 см в толщину. Текст выгравирован в два столбца (39 строк в левом и 40 строк в правом — первая сильно изуродована). Верхний фрагмент таблицы отсутствует. Вероятно, её первоначальный размер составлял около 2,5 метров в высоту и содержал в себе около 70 строк, полный вес должен был составлять около 500 кг. Первоначально запись речи находилась в несохранившемся Святилище Трёх Галлий. Сейчас является частью собрания лионского Музея галло-римской цивилизации.
Галлы даже после приобретения римского гражданства оказывались в ущемлённом положении, в частности, не имели права на гражданскую и военную службу (ius honorum). Жером Каркопино полагает, что совет представителей Галлии собрался в Лугдуне 1 августа 48 года, после чего в Рим были отправлены его депутаты. Клавдий, будучи сам уроженцем Лугдуна, поддержал допуск галлов к Cursus honorum и предоставление им права избираться в Сенат — сперва для эдуев, а затем и для всех остальных народов Галлии.

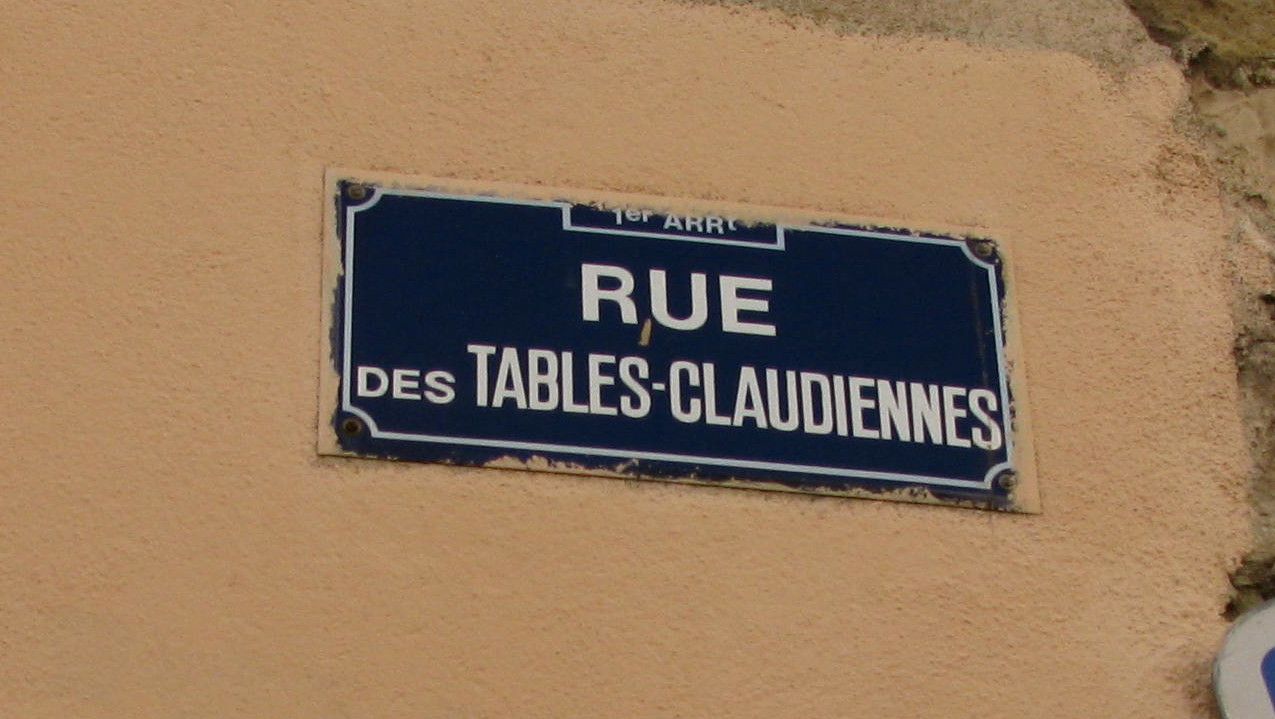
Табличка названия улицы Клавдиевых таблиц.